# Масловец
Масловец (укр. Маслове́ць) — село в Головненской поселковой общине Ковельского района Волынской области Украины.
До 2020 года входило в Любомльский район.
Код КОАТУУ — 0723355301. Население по переписи 2001 года составляет 567 человек. Почтовый индекс — 44325. Телефонный код — 3377. Занимает площадь 1,8 км².

## Известные люди
В селе родился украинский врач Василий Степанович Пикалюк.